# Susanna im Bade (Tintoretto)

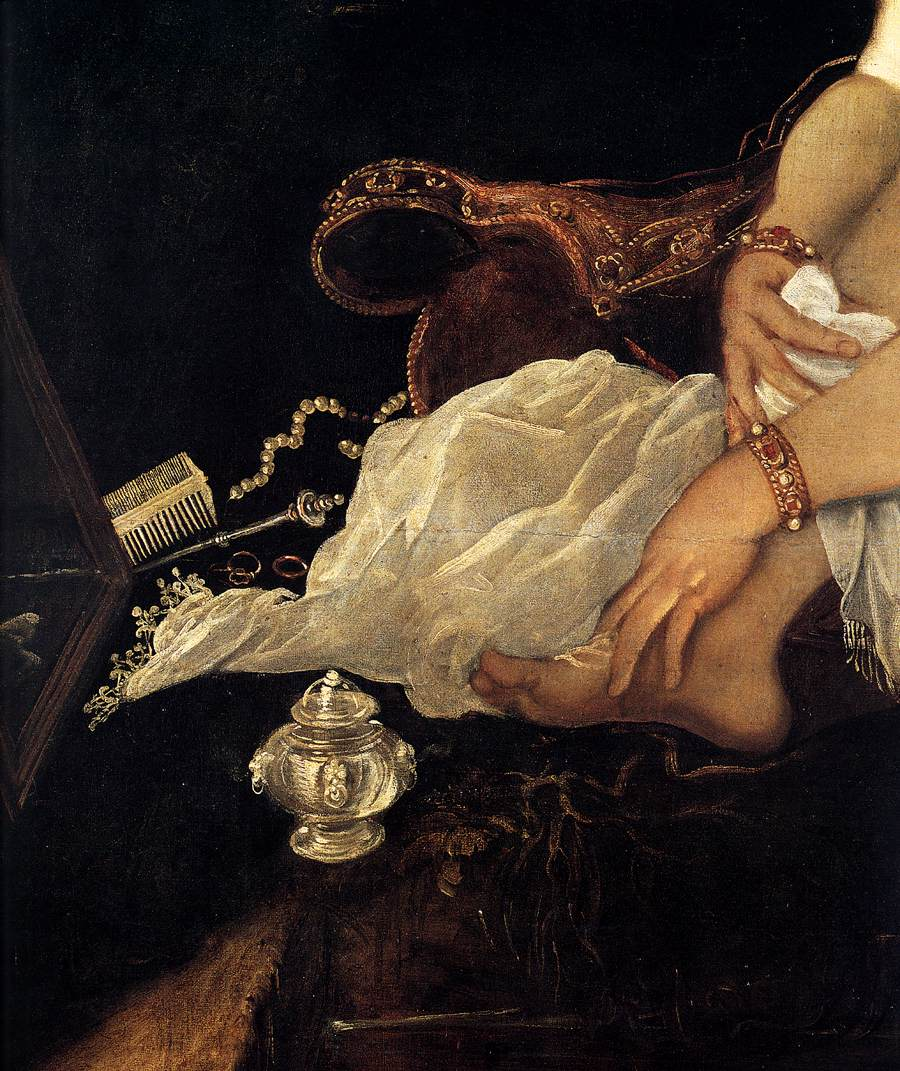
J. T.: Susanna im Bade (Detail)

Susanna im Bade (auch Susanna und die Ältesten) ist ein Akt von Jacopo Tintoretto aus der Zeit um 1555/56. Er befindet sich im Besitz des Kunsthistorischen Museums in  Wien.

## Beschreibung
Das Ölgemälde stellt eine Szene aus der biblischen Erzählung der Susanna im Bade dar. Susanna befindet sich im Garten ihres Ehemannes und bereitet sich auf ein Bad vor. Sie sitzt völlig nackt rechts im Bild auf einem Stein unterhalb eines Baumes und betrachtet sich im Spiegel, der an einer zwischen zwei Bäumen angelegten blühenden Rosenhecke lehnt. Der Stamm des vorderen Baumes erstreckt sich ähnlich einer Linie über die gesamte Höhe des Bildes und teilt dieses in zwei Abschnitte: einen linken, der nur etwa 20 Prozent der Bildfläche bedeckt, und einen deutlich größeren rechten, der rund 80 Prozent beansprucht. Auf Teile von Susannas Gesicht und Körper fällt Sonnenlicht, was von Tintoretto als Chiaroscuro-Effekt ausgearbeitet ist. Die junge Frau beugt sich leicht nach vorn und zieht dabei mit den Armen ihr rechtes Bein an den Oberkörper heran. In der rechten Hand hält sie ein leichtes weißes, mit Spitze und Goldfransen gesäumtes Tuch, das ihr rechtes Bein umspielt. Susannas linker Fuß ist bis zur Wade ins Wasser getaucht. Ihr blondes Haar ist aufwändig geflochten, am linken Ohr hängt ein Ring mit weißer Perle, und an den Handgelenken trägt sie je einen Armreif. Neben dem Spiegel liegt der Schmuck, den sie abgelegt hat, zwei goldene Ringe, die Perlenkette, Haarnadel, Haarkamm sowie ein weißes Salbgefäß. Hinter Susanna ist ihr kostbar besticktes rotes Kleid zu erkennen, das zu den weißen Elementen einen farblichen Kontrast bildet.
Zwei alte Männer kommen – von Susanna unbemerkt – als Voyeure von beiden Seiten der Rosenwand hervor. Einer der Männer schaut im Hintergrund um die Rosenhecke. Der zweite, ein Glatzkopf mit weißem Bart, gekleidet in ein grelles, lachsrotes Gewand, kriecht am Boden hinter dem Gitter hervor. Die Wangen rot erhitzt, hält er den lüsternen Blick fest auf die Wasserfläche, in der sich wohl Susannas Unterkörper spiegelt.
Auf einem Ast rechts über Susanna sitzt eine Elster, dahinter sieht man einen Holunderstrauch. Im Fluss rechts hinter dem stehenden Älteren schwimmt eine Entenfamilie. Der enge Gartenbereich mit dem Badebecken wird außer von der Rosenhecke auch mit einem Holzzaun abgegrenzt. Die Pfosten des Eingangsbereichs sind als Kariatydhermen ausgebildet. Durch den Eingang öffnet sich der Blick in eine weitläufige Gartenlandschaft mit Fluss, Wiesen und Wald. Am Flussufer im Hintergrund sind ein Hirsch und eine Hirschkuh zu sehen. Bei genauer Betrachtung erkennt man am äußeren linken Bildrand zwischen einigen Baumstämmen die Umrisse einer von Wasser umgebenen Stadt, bei der es sich höchstwahrscheinlich um die Lagunenstadt Venedig – Tintorettos Heimat – handelt.
Die drei Figuren sind in eine Dreieckskomposition eingebunden, deren Spitze leicht aus der Mittelachse des Bildes nach rechts gerückt ist.

## Deutung

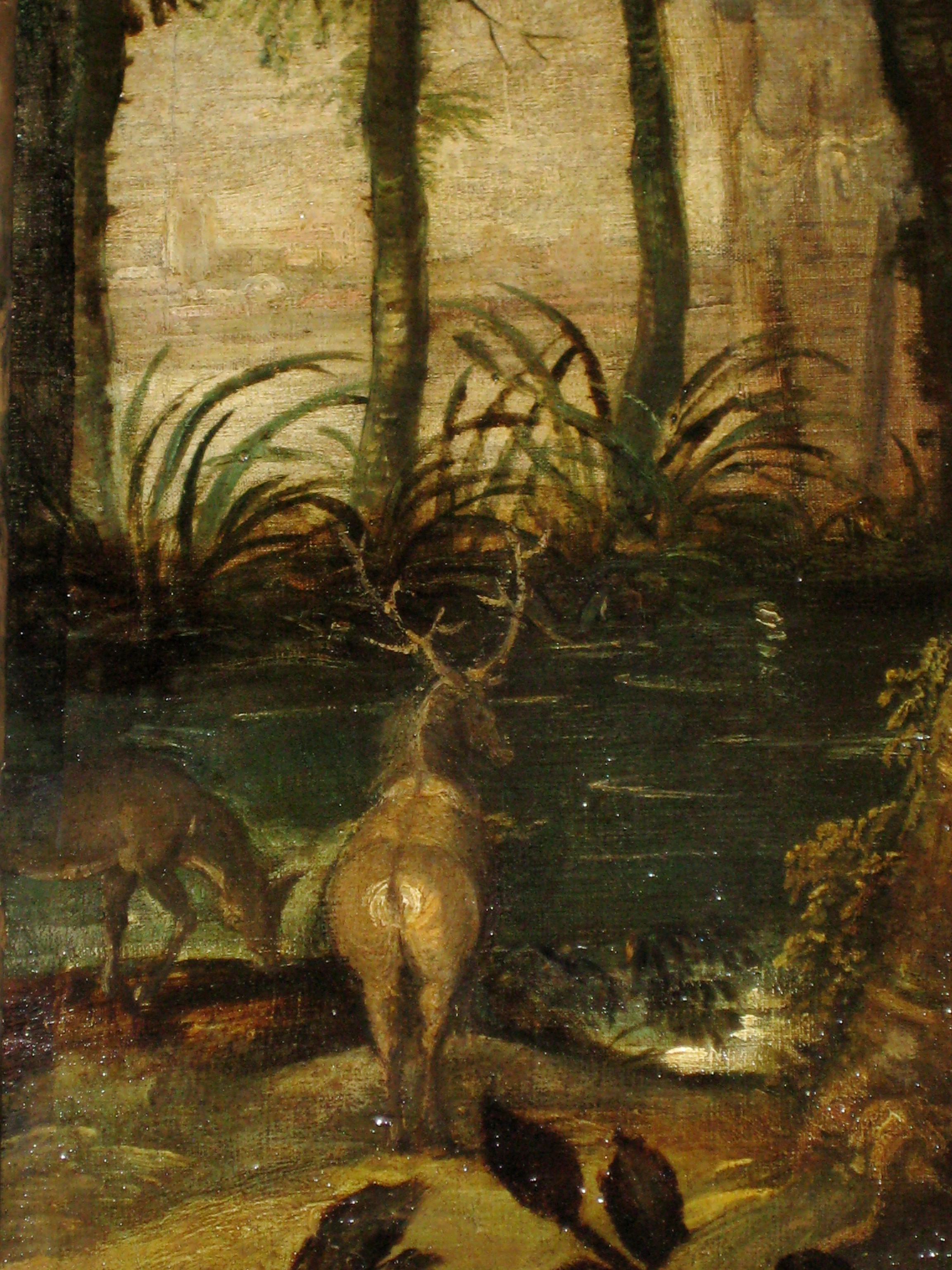
J. T.: Susanna im Bade (Detail): Hirsch und Hirschkuh im Vordergrund, dahinter Bäume sowie die Umrisse von Venedig

In der biblischen Erzählung lauern die beiden Ältesten Susanna im Garten ihres Mannes auf und unternehmen den Versuch, sie zu erpressen, sich ihnen hinzugeben. Sie weigert sich, worauf die Männer sie vor Gericht des Ehebruchs bezichtigen und einen Schuldspruch mit Todesurteil erreichen, bis schließlich der Prophet Daniel die Wahrheit aufdeckt und Susannas Unschuld beweist. Die Ältesten werden hingerichtet.
Tintoretto wählt für seine Darstellung des Sujets eine Szene, in der Susanna dermaßen in ihr Spiegelbild vertieft scheint, dass sie die beiden auflauernden, voyeuristischen und verleumderischen Alten nicht merkt. Außerdem rückt der Künstler den Akt der Susanna mittels der Chiaroscuro-Technik so markant ins Blickfeld, dass der Betrachter selbst zum Voyeur wird.
Um die in der biblischen Erzählung enthaltene moralische Botschaft zu verdeutlichen, bedient sich Tintoretto der Tier- und Farbsymbolik. Die Elster steht für die bevorstehende Verleumdung, die Enten für Treue, die Rosen für Lust. Das Weiß der Hollerblüten sowie der Gegenstände neben Susanna steht für Unschuld und Reinheit. Das rote Gewand des Ältesten signalisiert Gefahr und Wollust. Der Hirsch steht für Begierde und Wollust, sein Geweih kann jedoch ebenso als christliches Symbol für das Kreuz gedeutet werden. Demnach könnte der Hirsch hier auch den Propheten Daniel darstellen, der im Zuge des Gerichtsprozesses beharrlich nach der Wahrheit forscht, um Susannas Unschuld zu beweisen.
Der vordere Baumstamm teilt das Gemälde in zwei Teile, die man als zwei Szenen deuten könnte. Die umrissartige Darstellung von Venedig im kleineren linken Bildteil legt die Interpretation nahe, dass die badende Susanna im größeren rechten Teil sinnbildlich für die Lagunenstadt Venedig steht. Außerdem kann der Hirsch als Zeichen für Begierde in Verbindung mit den politischen Ereignissen zur Entstehungszeit von Tintorettos Gemälde gebracht werden: Um die Mitte des 16. Jahrhunderts wird Venedig von außen durch die Osmanen unter Süleyman I. bedroht, denn seit der Seeschlacht von Preveza ist die osmanische Flotte die führende Seemacht im Mittelmeer. Süleymans Herrschaft dehnt sich sogar bis ins Gebiet des einstigen Babylon aus, wo sich die von Tintoretto dargestellte biblische Erzählung zuträgt. Demnach stünden die beiden alten Männer im Gemälde sinnbildlich für die Osmanen, die das schöne, reiche Venedig begehren.
Mit Susanna als personifizierte Darstellung von Venedig sowie dem Hirsch als Symbol für Wollust könnte das Bild auch als versteckte Kritik an der venezianischen Gesellschaft zu Tintorettos Zeit interpretiert werden. Die zahlreichen Prostituierten der Stadt wurden nämlich zu den Sündenböcken von Geschlechtskrankheiten wie der Syphilis gemacht, die Venedig in Form von todbringenden Epidemien heimsuchten. Sowohl in der biblischen Erzählung als auch im Bild Tintorettos gilt Susanna als unschuldig. Im übertragenen Sinne könnte dies bedeuten, dass  Tintoretto nicht die Prostituierten von Venedig anprangert, sondern die Männer, die – trotz drohender Ansteckung beharrlich ihrer Wollust frönend – deren Dienste in Anspruch nehmen, die Schuld an Geschlechtskrankheiten jedoch auf die Frauen abwälzen.

## Geschichte
Tintorettos Susanna im Bade von 1555/56 ist eines von mehreren Werken zum selben Sujet aus dem Atelier des Künstlers. Je eines der Bilder ist im Louvre, im Museo del Prado sowie in der NGA Washington ausgestellt.

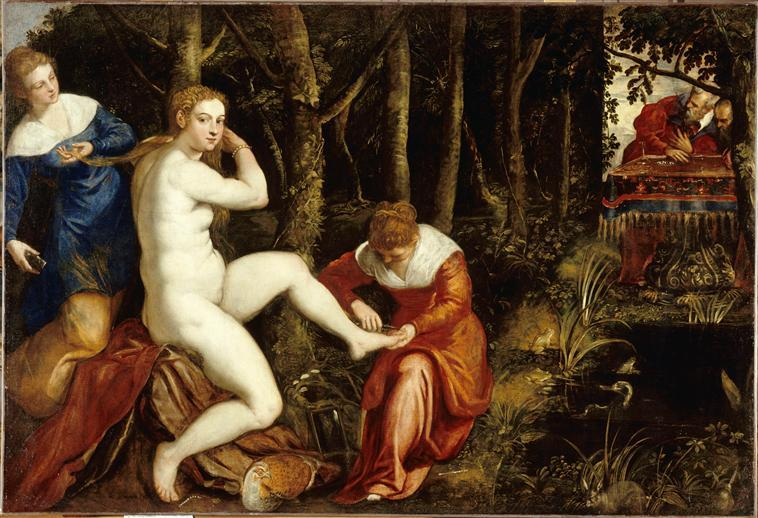
J. T.: Susanna im Bade (c. 1550–1560), Louvre
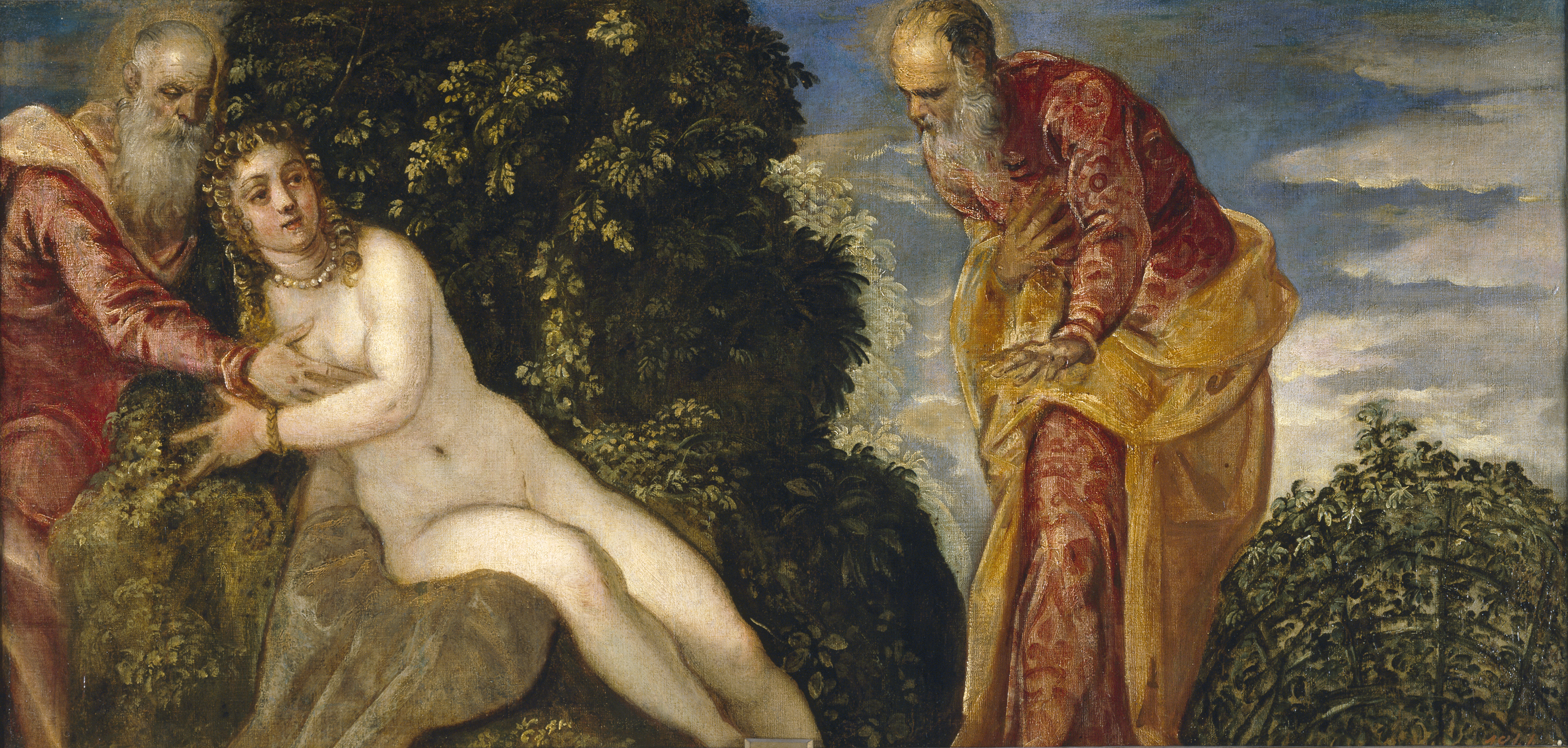
J. T.: Susanna und die Älteren (um 1552–1555), Museo del Prado
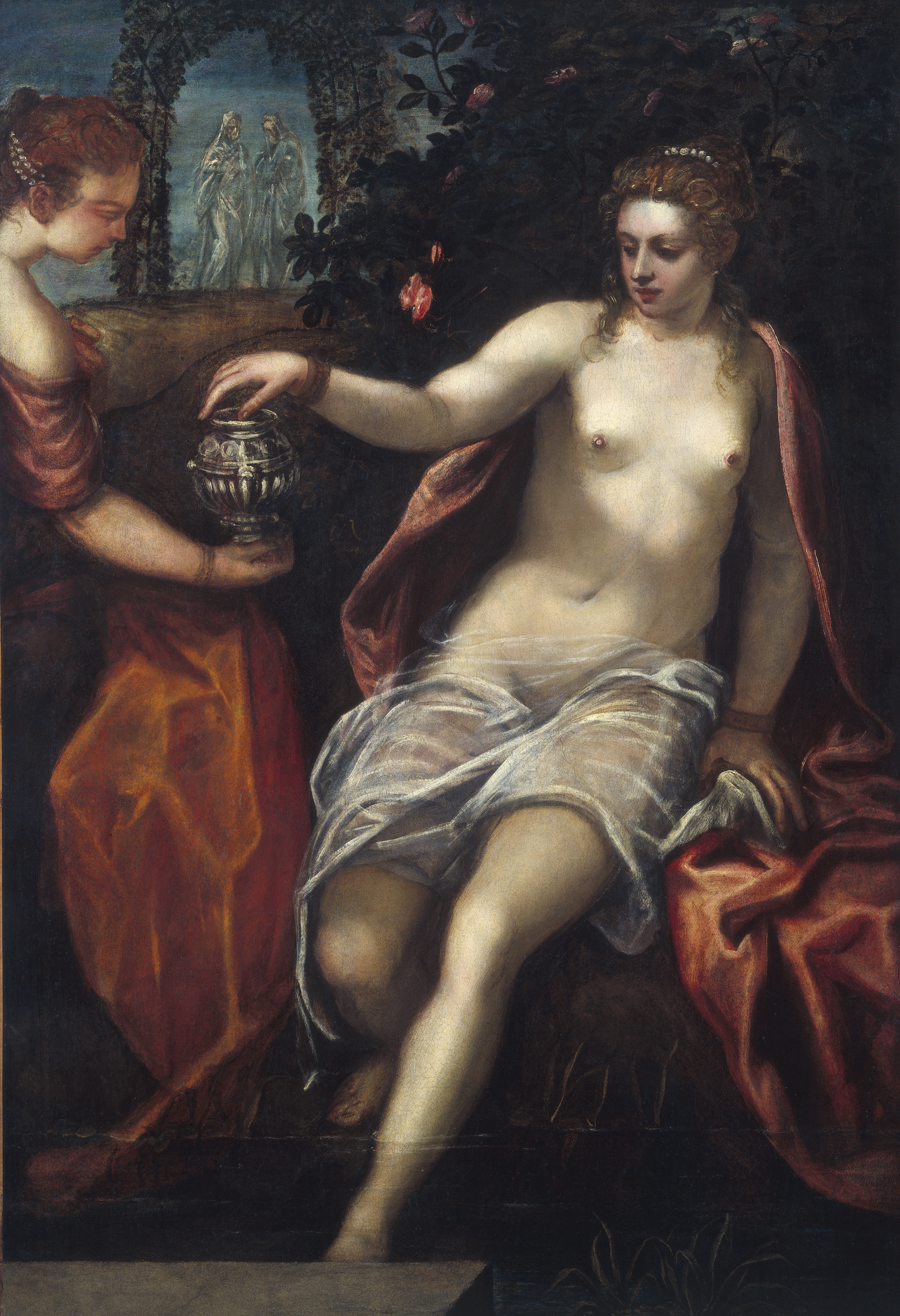
Domenico T./ Werkstatt J. T.: Susanna, um 1580, NGA